# Burg Oshi
Die Burg Oshi (japanisch 忍城, Oshi-jō) befindet sich in der Stadt Gyōda, Präfektur Saitama. In der Edo-Zeit residierten dort nacheinander vier größere Fudai-Daimyō, zuletzt ein Zweig der Matsudaira (Okudaira) mit einem Einkommen von 100.000 Koku.

## Burgherren in der Edo-Zeit

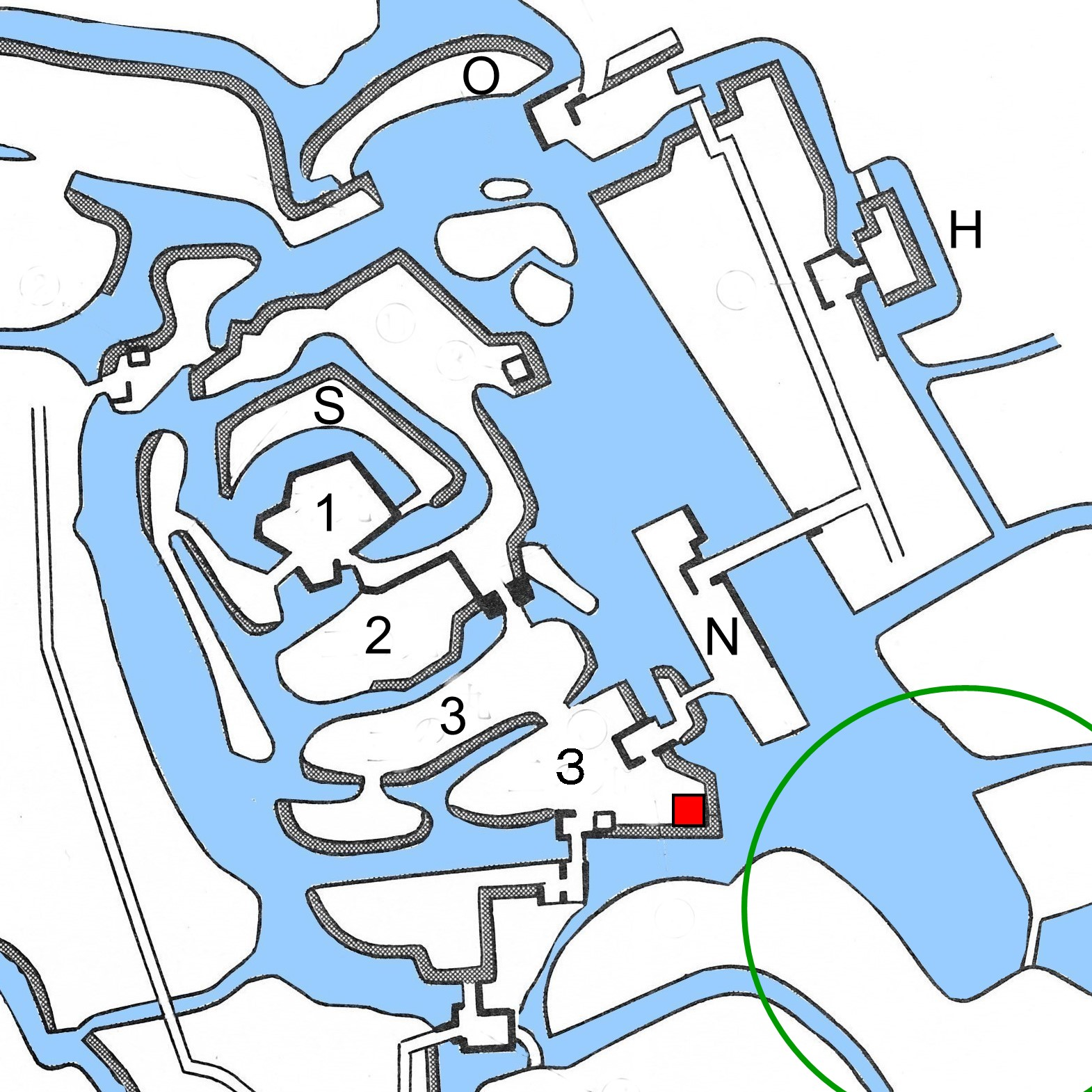
Burg Oshi in der Edo-Zeit.

- Ab 1626 ein Zweig der Sakai mit einem Einkommen von 100.00 Koku.
- Ab 1635 ein Zweig der Ōkōchi mit 155.000 Koku.
- Ab 1639 ein Zweig der Abe mit 120.000 Koku.
- Ab 1823 ein Zweig der Matsudaira (Okudaira) mit 150.000 Koku.

## Geschichte
In der Bummei-Zeit (1469–1487) soll es in Oshi eine Burg gegeben haben. Einer anderen Überlieferung soll sie im Jahr 1491 von dem wichtigen  Vasall der Yamanouchi-Uesugi-Familie, Narita Chikayasu (成田 親奏; † 1545), angelegt worden sein. Im Jahr 1590, als Toyotomi Hideyoshi Burg Odawara belagerte, griff Ishida Mitsunari mit seinen Leuten die Burg Oshi an, die von Chikayasus Enkel Ujinaga (氏長; 1542–1596), Gefolgsmann der Odawara-Hōjō,  gehalten wurde. Ishida versuchte die tiefliegende Burg unter Wasser zu setzen und damit zu erobern, was ihm aber nicht gelang. Trotzdem endete wegen der Niederlage der Hōjō die Herrschaft der Narita.
Als Tokugawa Ieyasu die Kantō-Ebene erhielt, wurde Matsudaira Ietada (1555–1600) und dann Sohn Tadayoshi (1580–1607) Burgherr. Zu Beginn der Edo-Zeit kam die Burg 1626 an Sakai Tadakatsu (1587–1662), der aber im folgenden Jahr schon wieder versetzt wurde. Danach existierte der Han eine Zeit lang nicht, bis dann 1635 die Ōkōchi-Matsudaira kamen. Die Abe, die folgten, bauten den dreistöckigen Eck-Wachturm und erweiterten die Burganlage. 1701 wurde ein dreistöckiger und ein zweistöckiger Wachturm gebaut und die Burg weiter verstärkt.
Die Burg Oshi nutzte das weite Sumpffeld mit seinen inselartigen festen Stellen. An den zentralen Bereich, das Hommaru, schlossen sich im Süden das Ni-no-maru und das San-no-maru auf zwei Inseln an. Die südliche Insel wird auch Kanteijo-kuruwa (勘定所曲輪) genannt. Unmittelbar im Norden schützte ein Vorbereich, das Suwa-kuruwa (諏訪曲輪), weiter nördlich das gürtelförmige Obi-kuruwa (帯曲輪), im Westen das Jizō-kuruwa (地蔵曲輪), im Osten das Numabashi-kuruwa (沼橋曲輪). Über das Numabashi-kuruwa gelangte man über eine Brücke zum Haupttor (大手門, Ōtemon), das vor dem Ōtemon-kuruwa lag und den Hauptzugang zur Burg bildete. Das Hommaru war weder durch einen Burgturm, noch durch Wachtürme geschützt. Dort stand auch keine Residenz.
Erhalten geblieben sind der Erdwall des Suwa-kuruwa, Nishiki-Kirschen (錦桜, Nishiki-sakura) und einige alte Gräben. Im Hommaru steht heute ein dreistöckiger Wachturm, der an seinen Vorgänger im südlichen San-no-maru erinnert. Auch Tore hat man dort wieder aufgebaut und Erdwälle neu aufgeschüttet. Das sumpfige Gebiet am Südostende des ehemaligen äußeren Grabens bildet nun den „Wasserburg-Park“ (水城公園, Suijō-kōen).